# Шегарский район
Шега́рский райо́н — административно-территориальная единица (район) и муниципальное образование (муниципальный район) в Томской области России. Находится в южной части области, преимущественно на левобережье Оби.
Административный центр, село Мельниково, располагается в 60 км к западу от города Томска.

## География
Район граничит: на западе — с Бакчарским, на севере — с Кривошеинским, на востоке — с Томским, на юге — с Кожевниковским районами Томской области, на юго-западе — с Новосибирской областью.
Природа
Южная часть Шегарского района занята в основном сельхозугодиями. Север и северо-запад занимают таёжные леса и болота. В 4 км к востоку от села Мельникова протекает важнейшая водная транспортная артерия Западной Сибири — река Обь.
Климат Шегарского района континентальный. Характерна продолжительная и холодная зима, короткое жаркое лето. Средняя температура января −19,7 °C, июля +18,7 °C.
Площадь земельного фонда района составляют 5029,54 км2, в том числе состав земель находящихся в административном подчинении:
1. Леса — 2607,72 км² (51,85 %),

Земельный фонд Шегарского района

2. Сельхозугодия — 1135,03 км² (22,57 %),
3. Болота — 1106,38 км² (22 %),
4. Реки, озёра — 40,39 км² (0,8 %),
5. Инфраструктура — 17,27 км² (0,34 %),
6. Прочие земли — 122,75 км² (2,44 %).

Площадь, покрытая непосредственно лесами, составляет 2607,72 км2, в том числе хвойными породами занято около 77 % от площади всех лесов, лиственными — 23 %. Запасы древесины оцениваются в 15 365 тыс. м³, в том числе хвойных пород — 7404 тыс. м³, лиственных — 8121 тыс. м³. Расчётная лесосека — 318 тыс. м³.
На территории района сосредоточено около 3,3 % подземных вод Томской области. Ежегодно добывается от 0,8 до 1,3 млн м³ артезианской воды.

## История
Район был создан в 1936 году в границах примерно прежнего Богородского района, существовавшего в 1925—1930 гг. и включённого на период 1930—1936 гг. как северная половина в состав вновь образованного Кожевниковского района. Сам Богородский район появился с мая 1925 года в результате реформы районирования в РСФСР и включал первоначально в себя территории прежних Богородской, Бабарыкинской, Монастырской, Елгайской, Уртамской и Кожевниковской волостей Томского уезда Томской губернии. 
Созданный в 1936 году Шегарский район имел административным центром нагорное село Шегарка, которое представляло собой агломерацию населённых пунктов с. Шегарка (с юга) и северного, за речкой Юнжерка, с. Мельниково (на картах всё вместе это указывалось как Мельниково). С 1986 года единое село стали однозначно именовать как Мельниково.
В 1936—1937 гг. Шегарский район относился к Западно-Сибирскому краю РСФСР (СССР).
В 1937—1944 гг. район относился к северным территориям Новосибирской области РСФСР (СССР). 
С августа (фактически — с сентября) 1944 года Шегарский район является частью Томской области России. 
В период 1957—1965 гг. — Шегарский район Томского совнархоза Томской области РСФСР, СССР.

## Население
| 1998    | 2002    | 2006    | 2007    | 2008    | 2009    | 2010    |
| ------- | ------- | ------- | ------- | ------- | ------- | ------- |
| 23 600  | ↘22 551 | ↘21 300 | ↘21 297 | ↘21 100 | ↘20 829 | ↘20 306 |
| 2011    | 2012    | 2013    | 2014    | 2015    | 2016    | 2017    |
| ↘20 232 | ↘19 906 | ↘19 832 | ↘19 790 | ↘19 548 | ↘19 358 | ↘19 199 |
| 2018    | 2019    | 2020    | 2021    |         |         |         |
| ↘18 984 | ↘18 884 | ↗18 912 | ↗19 958 |         |         |         |

Численность населения района составляет 1.91 % от населения области.
Демография
В районе наблюдается естественная убыль населения. В 2006 году убыль населения составила 264 человека. В 2006 году в районе родилось 186 человек, умерло — 449 человек. Уровень рождаемости один из самых низких — 8,4 на 1000 человек населения (по области — 11,2); а уровень смертности один из самых высоких — 22,2 на 1000 человек населения (по области — 14,5). Помимо естественных причин, это обусловлено нахождением на территории района дома-интерната «Лесная дача» и психоневрологического интерната, в которых проживают больные и престарелые люди.

## Муниципально-территориальное устройство
В муниципальный район входят 6 муниципальных образований со статусом сельских поселений.
| № | Муниципальное образование         | Административный центр | Количество населённых пунктов | Население (чел.) | Площадь (км²) |
| - | --------------------------------- | ---------------------- | ----------------------------- | ---------------- | ------------- |
| 1 | Анастасьевское сельское поселение | село Анастасьевка      | 8                             | ↗3147            | 1269,74       |
| 2 | Баткатское сельское поселение     | село Баткат            | 8                             | ↗2948            | 1557,60       |
| 3 | Побединское сельское поселение    | посёлок Победа         | 3                             | ↘2093            | 103,00        |
| 4 | Северное сельское поселение       | село Гусево            | 9                             | ↘1480            | 1535,60       |
| 5 | Трубачёвское сельское поселение   | село Трубачёво         | 6                             | ↗1064            | 361,30        |
| 6 | Шегарское сельское поселение      | село Мельниково        | 3                             | ↗9226            | 202,30        |

### Населённые пункты
В Шегарском районе 37 населённых пунктов.
| №  | Населённый пункт | Тип     | Население | Муниципальное образование         |
| -- | ---------------- | ------- | --------- | --------------------------------- |
| 1  | Анастасьевка     | село    | ↘595      | Анастасьевское сельское поселение |
| 2  | Бабарыкино       | село    | ↗489      | Баткатское сельское поселение     |
| 3  | Балашовка        | деревня | ↘15       | Северное сельское поселение       |
| 4  | Баткат           | село    | ↗1184     | Баткатское сельское поселение     |
| 5  | Батурино         | деревня | ↘139      | Баткатское сельское поселение     |
| 6  | Большое Брагино  | деревня | ↘0        | Трубачёвское сельское поселение   |
| 7  | Бушуево          | деревня | ↘69       | Трубачёвское сельское поселение   |
| 8  | Вознесенка       | село    | ↗267      | Баткатское сельское поселение     |
| 9  | Вороновка        | село    | ↗1213     | Анастасьевское сельское поселение |
| 10 | Гусево           | село    | ↘421      | Северное сельское поселение       |
| 11 | Гынгазово        | село    | ↗264      | Анастасьевское сельское поселение |
| 12 | Дегтярёвка       | деревня | ↘56       | Северное сельское поселение       |
| 13 | Жарковка         | деревня | ↗41       | Северное сельское поселение       |
| 14 | Кайтес           | деревня | ↗13       | Баткатское сельское поселение     |
| 15 | Каргала          | село    | ↗764      | Баткатское сельское поселение     |
| 16 | Кузнецово        | деревня | ↗43       | Анастасьевское сельское поселение |
| 17 | Кулманы          | деревня | ↘26       | Побединское сельское поселение    |
| 18 | Малобрагино      | село    | ↘306      | Трубачёвское сельское поселение   |
| 19 | Малое Бабарыкино | деревня | ↗65       | Баткатское сельское поселение     |
| 20 | Маркелово        | село    | ↗614      | Анастасьевское сельское поселение |
| 21 | Мельниково       | село    | ↗8274     | Шегарское сельское поселение      |
| 22 | Михайловка       | деревня | ↗21       | Северное сельское поселение       |
| 23 | Монастырка       | село    | ↘528      | Северное сельское поселение       |
| 24 | Нащёково         | деревня | ↗886      | Шегарское сельское поселение      |
| 25 | Николаевка       | деревня | ↗98       | Анастасьевское сельское поселение |
| 26 | Новоильинка      | село    | ↘214      | Северное сельское поселение       |
| 27 | Новониколаевка   | деревня | ↘23       | Трубачёвское сельское поселение   |
| 28 | Новоуспенка      | деревня | ↗48       | Трубачёвское сельское поселение   |
| 29 | Оськино          | деревня | ↗42       | Побединское сельское поселение    |
| 30 | Перелюбка        | деревня | ↗27       | Баткатское сельское поселение     |
| 31 | Победа           | посёлок | ↘2025     | Побединское сельское поселение    |
| 32 | Подоба           | деревня | ↘73       | Северное сельское поселение       |
| 33 | Старая Шегарка   | деревня | ↘66       | Шегарское сельское поселение      |
| 34 | Татьяновка       | деревня | ↗255      | Анастасьевское сельское поселение |
| 35 | Трубачево        | село    | ↘618      | Трубачёвское сельское поселение   |
| 36 | Тызырачево       | деревня | ↗65       | Анастасьевское сельское поселение |
| 37 | Федораевка       | село    | ↘111      | Северное сельское поселение       |

## Экономика
Шегарский район является крупным производителем сельскохозяйственной продукции в Томской области, также район играет роль важного автотранспортного узла: в райцентре — селе Мельниково — сходятся автотрассы федерального значения, ведущие на юг — в Новосибирскую область, на запад — до Бакчара и Кедрового, на север — до Колпашево, Парабели и Каргаска и на восток — до Томска.
По состоянию на 1 января 2007 года на территории района работают 160 объектов торговли, в том числе: 131 магазин, из них 35 — продовольственных, 34 — непродовольственных, 62 — смешанного типа, 29 объектов мелкой розницы. Помимо этого, функционирует 1 рынок на 59 торговых мест, расположенный в селе Мельниково.
Местное население производит сбор лесных дикоросов, в том числе грибов и ягод (клюква, брусника, черника, чёрная смородина). Значительные по площади лесные угодья и невысокая плотность населения способствуют сохранению на территории района различных охотничье-промысловых видов животных.
Численность трудовых ресурсов на 1 января 2007 составила 14 265 человек (66,94 %), в том числе трудоспособного населения в трудоспособном возрасте — 13 622 человека (63,96 %). Численность занятых в экономике (включая лиц, занятых в личных подсобных хозяйствах) — 9825 человек (46,13 %). Уровень регистрируемой безработицы — 6,5 % от численности экономически активного населения района.
Среднемесячная номинальная начисленная заработная плата на одного работника за 2006 год составила 6 602,60 рублей. Рост заработной платы по отношению к соответствующему периоду 2005 года составил 23,7 %.

## Достопримечательности
В Шегарском районе располагается комплексный заказник «Иловский» площадью 26 тыс. га. На территории заказника особо охраняются: лось, косуля, соболь, ласка, хорь, чёрный аист, орлан-белохвост, серый журавль, большой кроншнеп и некоторые другие виды животных, а также их среда обитания. Также на территории района расположены 6 памятников природы:
- болотный массив у деревни Новоуспенка
- Мельниковский кедровник — рядом с селом Мельниково
- Монастырский кедровник — около деревни Монастырка
- Тызырачевский кедровник у села Тызырачево
- Трубачёвский припоселковый лесопарк около села Трубачёво
- сосновый бор с. Победа
- в селе Татьяновка находится музей им. И. Смоктуновского

В селе Мельниково расположена особо охраняемая природная территория — парк «Зелёный Прометей» площадью 18,75 га.